# Hachimiya Ahamada
Hachimiya Ahamada (geb. 1976, Dunkerque, Frankreich) ist eine französisch-komorische Filmemacherin, die zahlreiche Filme über die komorische Diaspora gemacht hat.

## Leben
Hachimiya Ahamada wurde 1976 in Dunkerque geboren als Kind von komorischen Eltern. Sie drehte bereits als Jugendliche einige Dokumentarfilme in einem Filmstudio ihrer Geburtsstadt. Später studierte sie am Institut national supérieur des arts du spectacle et des techniques de diffusion (INSAS) in Brüssel, wo sie 2004 ihr Diplom erhielt. Ihr dramatischer Kurzfilm La Résidence Ylang Ylang (Villa Ylang Ylang), welcher 2008 in den Komoren und auf Komorisch gedreht wurde, wurde auf mehr als 35 internationalen Festivals aufgeführt, darunter die Semaine de la critique bei den Filmfestspielen von Cannes 2008. Der Film erhielt einen Preis beim Festival international du film de Ouidah „Quintessence“ in Ouidah, Benin (2009), beim Festival Francophone in Vaulx-en-Velin, Frankreich 2009, beim Festival du cinéma d’Afrique, d’Asie et d’Amérique latine de Milan (Mailand, Italien, 2009), und beim Palmarès du festival international du court-métrage de Clermont-Ferrand in Clermont-Ferrand, Frankreich 2009.
Hachimiya Ahamada arbeitete 2018 an ihrem ersten Langfilmprojekt, Maïssane ou le Cantique des astres („Maïssane oder das Lied der Sterne“).

## Filmographie
- Feu leur rêve (Feuer in Eurem Traum), Kurz-Dokumentarfilm 2004.
- La Résidence Ylang Ylang, Kurzfilm 2008.
- L’Ivresse d’une oasis (Der Rausch einer Oase), Dokumentarfilm 2011.